# Металац
44° 02′ 15.5″ N 20° 28′ 55.8″ E / 44.037639° С; 20.482167° И
Металац а. д. је српско јавно акционарско друштво са сједиштем у Горњем Милановцу. Са око 2.000 запослених, једно је од највећих предузећа у Моравичком управном округу.

## Историја
Предузеће Металац је основано 1959. године у Горњем Милановцу, у тадашњој Социјалистичкој Федеративној Републици Југославији. Недуго затим, постало је највећи југословенски произвођач кухињског посуђа. Од 21. јула 1998. године делује као дионичарско друштво.
Металац има укупно 15 зависних друштава, од којих је пет производних, шест трговинских на домаћем и четири трговинска друштва у иностранству.
Пет зависних производних предузећа производе следеће:
- Металац Посуђе — емајлирано, тефлонизирано и инокс посуђе
- Металац Инко — инокс судопере
- Металац Принт — картонску амбалажу
- Металац Бојлер — електричне акомулационе и малолитражне бојлере.
- Металац ФАД — дјелове за моторна возила.

## Тржишни подаци
Према подацима од 5. марта 2020. године, тржишна капитализација Металца износила је 4.255.440.000 српских динара.

## Органи управљања
Органи управљања у компанији су надзорни одбор и управни одбор. Надзорни и управни одбори се именују на период од четири године. Надзорни одбор чине стручњаци који су битни за пословање компаније, док извршни одбор чини пет извршних директора. Генерални директор именује се из извршног одбора.